# 彭昌颖
彭昌颖（1971年5月24日—），中国已退役足球运动员，司职右后卫。

## 俱乐部生涯
彭昌颖在家乡球队广州太阳神开始足球生涯，在1994年中国足球职业化后一直担任广州队主力后卫。1994年7月24日，他在广州太阳神主场3比1击败山东泰山的比赛中打进职业生涯的首个联赛进球。他为广州太阳神出场105次，打进5球，长时间内成为了广州队在顶级职业联赛中出场次数最多的球员，直到2014年10月5日晚广州恒大对阵杭州绿城一战中，郜林在下半场替补登场，以106场顶级联赛的出场次数超越了彭昌颖的记录。
1999年，广州太阳神降级至甲B联赛，彭昌颖在不太情愿的情况下被球队挂牌出售，最终被沈阳海狮摘牌而加盟该队。他在沈阳队的前三个赛季都是球队的主力，并在2001赛季成为球队队长，帮助球队数次保级成功。2002年甲A联赛取消了升降级，球队以锻炼年轻球员为主，彭昌颖成为球队替补，11月20日，在联赛还剩两轮才结束的情况下，他选择提前退役。

## 退役后
2004年3月，彭昌颖开始担任东莞东城的竞训部经理，但4月份即离开球队。同年8月份，东莞东城董事会在对俱乐部高层管理人员进行了大调整，他回到球队担任总经理。东莞东城在当赛季中甲联赛降级后没有再参加中乙联赛，而是改组为东莞联华参加香港甲组足球联赛，彭昌颖继续担任球队总经理。之后虽然联华足球俱乐部没有再参加职业联赛，但彭昌颖依然担任俱乐部总经理，致力于培养年轻青年球员。